# Falciot cuaespinós de Vaux
El falciot cuaespinós de Vaux (Chaetura vauxi) és una espècie d'ocell de la família dels apòdids (Apodidae) de petita grandària.

## Descripció
- Aquest petit falciot mesura 10.7 - 11.2 cm de llarg, amb un pes de 18 g. Les poblacions més septentrionals són una mica majors. Sense dimorfisme sexual.
- Cos cilíndric i ales en forma de falç. Cua curta, com tallada bruscament.
- Cap, dors i ales negre fosc. Parts inferiors, carpó i cua marró grisenc. Gola gris més pàl·lid, que esdevé blanca en les aus del nord.

## Hàbitat i distribució
Vola tant sobre boscos com sobre zones obertes. Cria des del sud-est d'Alaska, nord-oest i sud de la Colúmbia Britànica, nord d'Idaho i oest de Montana fins al centre de Califòrnia, i a Mèxic, Centreamèrica i nord de Veneçuela. Les poblacions septentrionals viatgen cap al sud per passar l'hivern.

## Subespècies
S'han descrit 7 subespècies:
- C. v. andrei (Berlepsch et Hartert, 1902). Veneçuela oriental.
- C. v. aphanes (Wetmore et Phelps Jr, 1956). Veneçuela septentrional.
- C. v. gaumeri (Lawrence, 1882). Península de Yucatán i illa Cozumel.
- C. v. ochropygia (Aldrich, 1937). Panamà oriental.
- C. v. richmondi (Ridgway, 1910). Des del sud de Mèxic fins a Costa Rica.
- C. v. tamaulipensis (Sutton, 1941). Est de Mèxic.
- C. v. vauxi (Townsend JK, 1839). Des de l'oest del Canadà fins al sud-oest dels Estats Units.

La primera de les subespècies ha estat considerada en el passat una espècie de ple dret amb el nom de falciot cuaespinós d'André (Chaetura andrei).